# Биряни
Биряни (на урду: بریانی; на хинди: बिरयानी) е ястие с ориз, месо или зеленчуци и индийски подправки. Класическата рецепта за това ястие включва готвене в тиган, добавяне на подправки и други съставки като зеленчуци или месо и ориз. Подобни ястия са пилафът и паелята.
Произлиза от мюсюлманското население на Индийския субконтинент. В днешно време то е разпространено в кухните на Близкия изток, Мианмар, Индонезия, Малайзия, Сингапур, Мавриций и др.

## Начин на приготвяне
Пилешкото месо се нарязва на едри хапки. В купа се смесват сухите подправки и се разбърква добре. Към пилешкото се добавят нарязаните зелени подправки, както и сухите. Накрая се смесва всичко и се добавя киселото мляко. Оставя се така, докато се приготви ориза.
В голям съд с подсолена вода се слага 1 дафинов лист, чаена лъжичка кимион на зърна и щипка шафран. След като заври се добавя измития ориз и се вари до 50%. Отцежда се и се оставя.
В голям съд с незалепващо покритие се загрява мазнина на средна степен. Слага се пилешкото месо, разбърка се и се покрива с отцедения ориз.
Захлупва се с капак и се задушава около 10 минути без да се бърка. От време-навреме леко да се раздрусва съда, за да не загори. Проверява се от единия край дали е готово месото, ако е готово, се сваля от огъня. Добавя се бучка масло и се разбърква много внимателно да се смесят ориза и месото.
Ястието се сервира топло.